# ماکسیموس اعتراف‌گیرنده
ماکسیم اعتراف‌گیرنده (به یونانی: Μάξιμος ὁ Ὁμολογητής) یک راهب، متکلم و دانشمند مسیحی در قرون وسطی بود.

## آشنایی
ماکسیموس قسطنطنیه یا ماکسیم اعتراف‌گیرنده، در سال ۵۸۰ میلادی در بلندی‌های جولان (بخشی از امپراتوری روم شرقی) متولد شد. او ابتدا در دولت هراکلیوس صاحب مناصب سیاسی بود اما پس از مطالعه و تفکر عمیق در آرای فلاسفه و مسیحیان، مقام‌های دولتی خود را رها کرد و برای یادگیری و فهم درست، مهاجرت کرد و به کسوت راهبی درآمد.
عمده آرای ماکسیم اعتراف‌گیرنده تحت تأثیر افلاطونیان و نوافلاطونیان و همچنین مسیحیانی چون دیونوسیوس مجعول نگارش شد. او در زمرهٔ مسیحیان ارتدوکس است که البته بعدها مورد اقبال و احترام مسیحیان کاتولیک نیز قرار گرفت. مهمترین نظر ماکسیم که منجر به مرگ او شد اعتقاد وی به این بود که مسیح دارای دو طبیعت جداگانه است یعنی عیسی هم جسمانی بوده و هم روحانی. این نظر در مقابل نظر غالب مسیحیان قرار داشت که مسیح را تنها دارای بعد روحانی می‌دانستند. او برای جسم آدمی هم ارزش قائل بود و به سیر و سلوک جسمانی و روحانی توأمان باور داشت. همچنین برخلاف نظر دیگر مسیحیان، او معتقد بود که راهبان مسیحی هم باید ازدواج کنند.
درنهایت او را به‌خاطر همین اعتقادات و با جرم هرطقه به مرگ محکوم کردند و دست و زبانش را بریدند، سپس تبعیدش کردند و در تبعید جان سپرد. عقاید اون البته بعدتر موافقان زیادی یافت.